# Adolf Schmidtsdorff

Adolf Schmidtsdorff

Adolf Schmidtsdorff (* 19. Februar 1878 in Dombrowka, Provinz Posen; † 3. April 1945 in Manow oder im Mai 1943 in Zewelin) war ein deutscher Politiker (NSDAP).

## Leben
Schmidtsdorff besuchte die Volksschule und ein humanistisches Gymnasium in Lissa in Posen. Später absolvierte er eine landwirtschaftliche Lehre. Außerdem besuchte er die höhere Landwirtschaftliche Schule in Samter. Von 1897 bis 1898 gehörte Schmidtsdorff als Einjährig-Freiwilliger dem 1. Posenschen Feldartillerie-Regiment Nr. 20 an. Anschließend arbeitete er als Beamter in der Landwirtschaft. Seit dem 18. Januar 1901 war er Leutnant der Reserve. Am 1. Juli 1909 wurde er Rittergutspächter in Ottenburg im Kreis Rößel. Am 17. Mai 1910 wurde er Oberleutnant der Reserve.
Von August 1914 bis 1917 nahm Schmidtsdorff mit der 1. Division, der er als Hauptmann der Feldartillerie angehörte, am Ersten Weltkrieg teil. 1918 kam Schmidtsdorff in den Wirtschaftsbeirat beim Kreisamt Tauroggen im Militärgouvernement Litauen.
Am 15. September 1923 wurde Schmidtsdorff Gutspächter in Manow im Landkreis Köslin. 1930 wurde er Mitglied des Kreistages, später auch des Kreisausschusses. 1931 wurde Schmidtsdorff Mitglied, 1932 Vorstandsmitglied der Landwirtschaftskammer der Provinz Pommern. Daneben gehörte er dem Vorstand der Kreissparkasse seiner Heimat an. Ferner wurde er Hauptabteilungsleiter II der Landesbauernschaft Pommern.
1930 trat Schmidtsdorff in die Nationalsozialistische Deutsche Arbeiterpartei (NSDAP) ein. Bei der Reichstagswahl vom Juli 1932 wurde Schmidtsdorff als Kandidat der NSDAP für den Wahlkreis 6 (Pommern) in den Reichstag gewählt, dem er bis zum März 1936 angehörte. Das wichtigste parlamentarische Ereignis, an dem er während seiner Abgeordnetenzeit teilnahm, war die Verabschiedung des Ermächtigungsgesetzes, das unter anderem auch mit Schmidtsdorffs Stimme beschlossen wurde. Schmidtsdorff war bis August 1934 NSDAP-Kreisleiter für Köslin und bis November 1934 Mitglied im Reichsbauernrat.